# Clavier
Clavier és un municipi de Bèlgica a la província de Lieja, que forma part de la regió valona. Toca a dues altres províncies: la de Namur i la de Luxemburg. És regat pel Hoyoux i el Neblon. En l'actualitat té uns 4300 habitants.

## Història

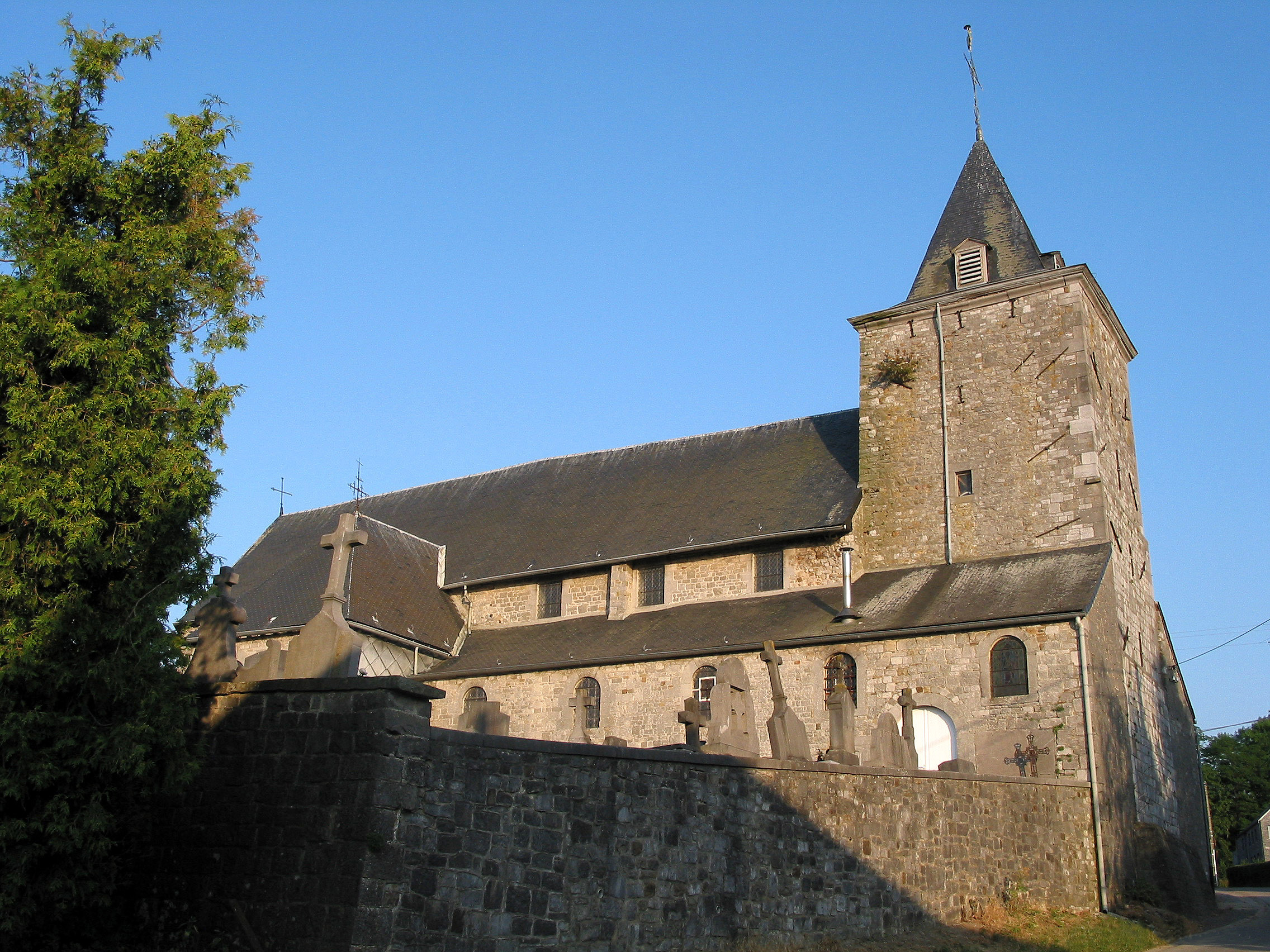
L'església de Sant Bartomeu

L'habitació va desenvolupar-se en diversos nuclis al costat de la via romana d'Arlon i a Tongeren i a l'edat mitjana la route Charlemagne (trad. Carretera de Carlemany. A Ocquier es van trobar traces arqueològiques d'una vil·la romana molt llarga. Fins al 1795 feia part del principat de Lieja, abans d'escaure a França, al Regne Unit dels Països Baixos (1815) i per fi a Bèlgica (1830). Les fronteres actuals del municipi van fixar-se el 1977.

## Economia

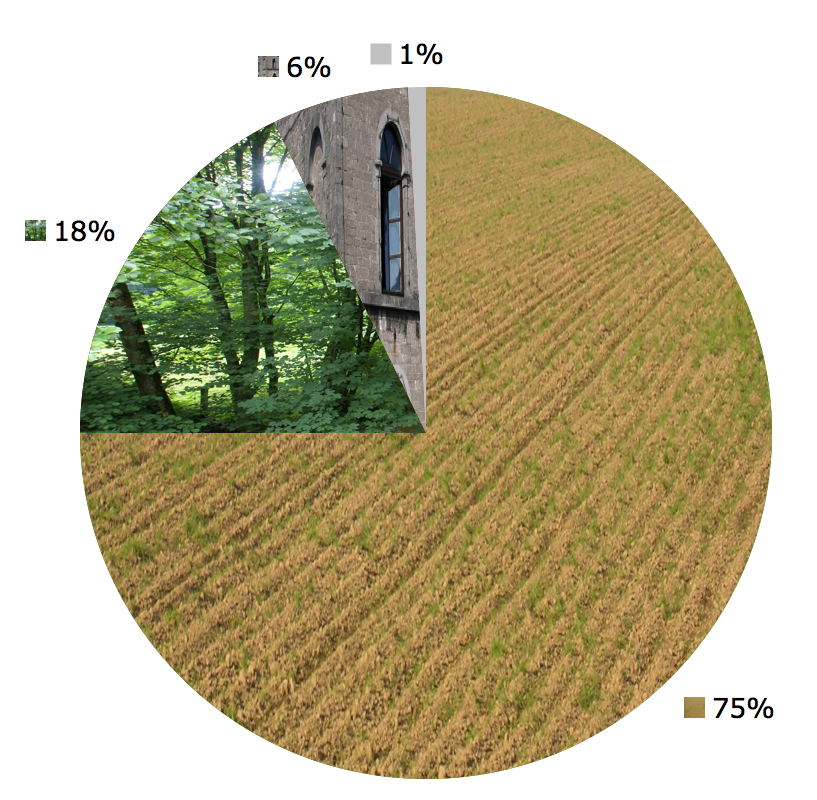
Utilització del terra

Clavier és un municipi rural, típic de la regió del Condroz, del qual 75% de la superfície són terres de conreu i de pastures, el 18% són boscanes i el 6% edificades. Tret d'algunes PiMEs, l'única activitat industrial és l'extracció de calcari i d'aigua. El calcari, dit pedra blava pel seu color típic, s'utilitza per a la construcció des de fa segles. Se'n pot veure un bell exemple a la foto de l'escola d'Ocquier. L'aigua subterrània de bona qualitat es capta per a la producció de més de 100.000 m³ per dia d'aigua potable.

## Entitats i nuclis
- Clavier, Clavier-Station, Atrin, Ochain, Pair, Ponthoz, Vervoz
- Bois-et-Borsu, Fontenoy, Odet, Hoyoux
- Les Avins, Petit-Avin
- Ocquier, Amas
- Pailhe, Le Roua, Saint-Fontaine, Saint-Lambert
- Terwagne

## Monuments i curiositats

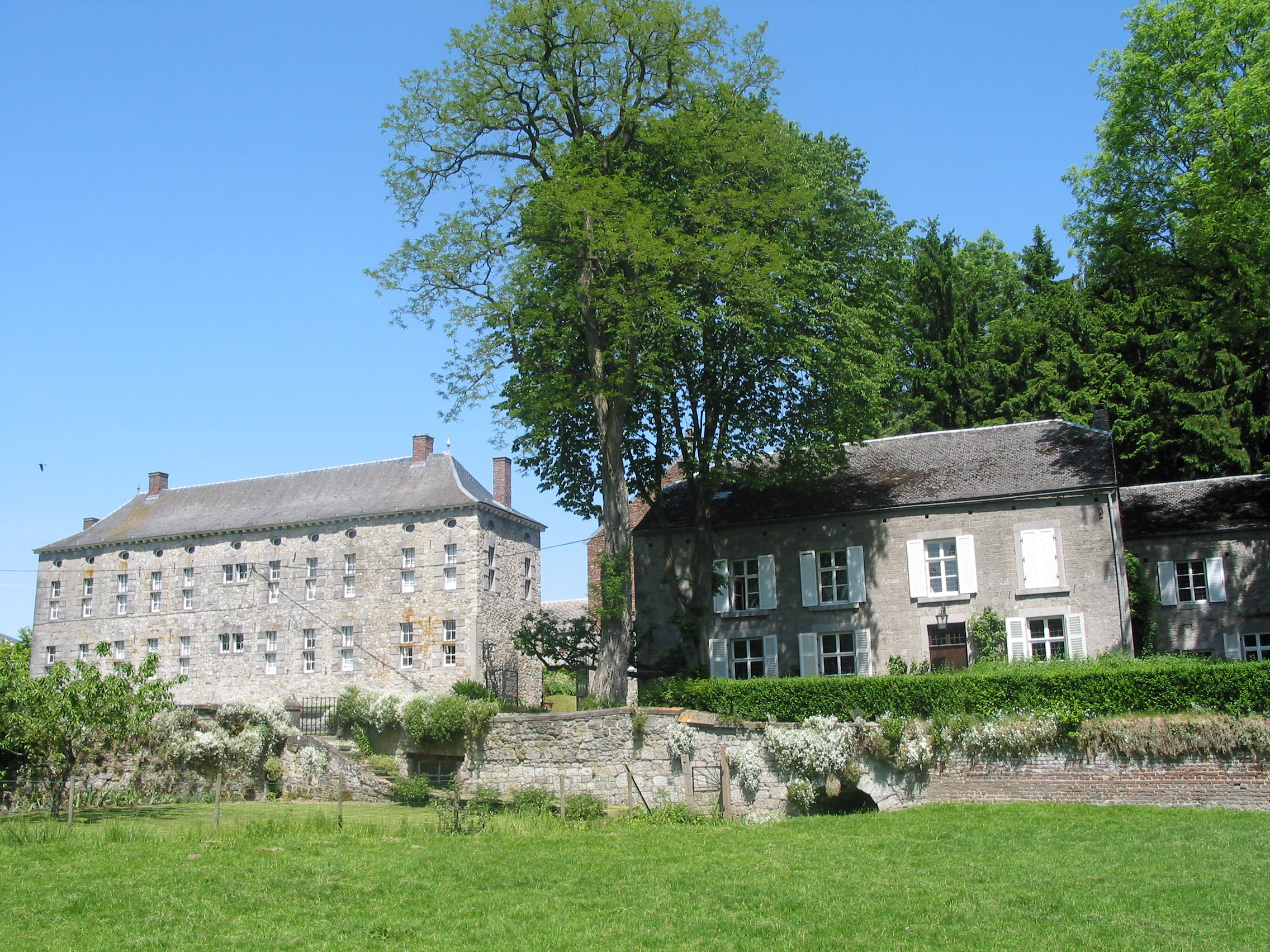
Li cinse aus cint finièsses

- El municipi va abalisar dotze camins per a passejants i ciclistes per a fer descobrir el patrimoni natural i històric
- El vicus gal·loromà
- L'església de Sant Lambert del bosc (Segle XII)
- L'església de Sant Remacle
- L'església de Sant Bartomeu
- La capella de la Mare de Déu de Saint-Fontaine
- La masia de les Dames Blanches a Terwagne
- La masia aux Grives també anomenada Li cinse aus cint finièssess (trad.: la granja per a depositar el cens amb les cent finestres), que antigament era una etapa al camí de Sant Jaume
- Els vuit castells d'Ocquier, del qual el castell d'Hoyoux, antiga caça del príncep-bisbe, Francesc Carles de Velbrück.